# Pepe Gimeno
Pepe Gimeno Crespo (Valencia, España, 1951) es un diseñador gráfico y tipográfico español autor de la marca gráfica de la Presidencia Española de la Unión Europea 2002 y de la tipografía «FF Pepe». Entre sus clientes figuran empresas de la talla de Roca, Lladró o la Fundación Bancaja y cuenta con obra en la colección del IVAM y en la de Merrill C. Berman (Nueva York). En la actualidad dirige el estudio valenciano «Pepe Gimeno - Proyecto Gráfico».

## Biografía
Se graduó en la Escuela de Artes de y Oficios Artísticos de Valencia en 1969. Trabajó para distintas agencias de publicidad entre los años 70 y 80 y, en 1987, creó su primer estudio de diseño gráfico. Preside la Asociación de Diseñadores Profesionales de Valencia (ADPV) entre 1989 y 1992. En 1990 forma la sociedad Gimeno y Lavernia S.L., en la que desarrolla su labor hasta 1995, el año en el que crea «Pepe Gimeno - Proyecto Gráfico» y se traslada a Godella. Entre 1993 y 1996 imparte clases de diseño gráfico para la Fundación Universitaria San Pablo CEU en Valencia. Cuenta con obra en la colección del Instituto Valenciano de Arte Moderno (IVAM) y en la colección de Merrill C. Berman (Nueva York). Es miembro del Type Directors Club (TDC) de Nueva York.

## Reconocimientos
En 2001 gana el concurso para la realización de la marca de la Presidencia Española de la Unión Europea 2002 y su tipografía «FF Pepe», recibe el Certificado de Excelencia en Diseño Tipográfico del Type Director’s Club, siendo uno de los primeros españoles en conseguir el considerado el Óscar de la tipografía.
Los carteles que ha realizado para los premios de diseño cDIM han cosechado varios premios a lo largo de los años, como el Design Excellence del America’s Graphic Design magazine en 1999, el Certificado de Excelencia Tipográfica 2006, el Type Directors Club en 2005 (junto con el de Nude). Por esos mismos carteles también recibió el Platinum award de Graphis Poster en el año 2006. En los Graphis Poster del 2007 ganó el Golden Award y el Platinum Award, con los carteles de cDIM y Nude de 2006 y 2005, respectivamente.
Otro de sus trabajos, que cuenta con un reconocimiento especial, es el de los envases Sivaris. Con ellos ganó el premio Liderpack y el AEPD de diseño de Packaging en el 2006 y, en 2007, obtuvo el Premio Anuaria al mejor Envase o línea de Packaging y el WorldStar Award, de la WPO (World Packaging Organisation). Con él, también obtuvo un nuevo Certificado de Excelencia Tipográfica, del Type Directors Club en el 2008 y, en el 2009, el Certificado de excelencia, del ISTD (International Society of Typographic Designers), Reino Unido.
Además de su producción como diseñador, cabe destacar su actividad en el terreno de la divulgación. En el año 2004 formó parte del comité organizador del 1.er Congreso de Tipografía de Valencia y en 2005 impartió el taller "Safari Residual" dentro de Summer Workshops del Vitra Design Museum y el Centro Georges Pompidou en Boisbuchet, Francia. Repitiendo este taller en España en 2011.
Recibió el Premio Letra Roland 2008 a la trayectoria profesional y el Premio Nacional de Diseño 2020, en la modalidad de profesionales del diseño, premio concedido por el Ministerio de Ciencia e Innovación español.

## Exposiciones y conferencias
Ha participado como ponente en más de una veintena de conferencias a lo largo de España y su obra ha estado presente en varias exposiciones colectivas dentro y fuera de España, incluyendo lugares como Lisboa, Verona, Berlín, Stuttgart, Atenas, Nueva York, Aichi, Shanghái, Pekín o Varsovia. 
El año 2000 participó en la exposición organizada por el Impiva y el Ministerio de Economía, Signos del siglo. 100 años de diseño gráfico en España, muestra que reconocía la aportación de los diseñadores españoles a la calidad de vida, al éxito de muchos productos y empresas, a la diversidad y a la creatividad. La participación de Pepe Gimeno en dicha exposición fue junto a otros 18 diseñadores valencianos ofreciendo una panorámica del diseño realizado por los profesionales valencianos como José Ramón Alcalá, Sebastián Alón, Arturo Ballester, Paco Bascuñán, Luis Dubón,  Sandra Figuerola, Marisa Gallén, Luis García Falgá, Lavernia y asociados, Nacho Lavernia, Javier Mariscal, Juan Nava, Daniel Nebot, Belén Payá, Rafael Ramírez Blanco, Josep Renau, Miguel Ripoll y Carlos Ruano.
Además, ha expuesto su obra, de manera individual en:
- 2004: «Grafía callada», IVAM[9] y Centro Cultural Bancaixa de La Vall d'Uixó.
- 2005: Sala Ses Voltes, Palma de Mallorca.
- 2009: «Diario de un náufrago», Galería Ciclorama, Valencia.
- 2009: «Pero... ¿esto no lo hace el ordenador?», en La Nau de la Universidad de Valencia.[10]